# Paka (Novi Marof)
Paka is een plaats in de gemeente Novi Marof in de Kroatische provincie Varaždin. De plaats telt 82 inwoners (2001).